# 8862 Takayukiota
8862 Takayukiota eller 1991 UZ är en asteroid i huvudbältet som upptäcktes den 18 oktober 1991 av den japanska astronomen Satoru Otomo i Kiyosato. Den är uppkallad efter den japanske amatörastronomen Takayuki Ota.
Asteroiden har en diameter på ungefär 8 kilometer och den tillhör asteroidgruppen Astraea.